# Chiesa del Sacro Cuore (Partinico)
La chiesa del Sacro Cuore è un edificio religioso situato nella città di Partinico, la cui denominazione ufficiale è Santuario Pina Suriano.
La chiesa si trova in via Francesco Crispi, nel centro storico della città. Il venerdì santo, dalla chiesa parte la processione del Cristo Morto.
Nel mese di maggio si festeggia la beata Pina Suriano con una seconda processione. La beata ha infatti trascorso la prima parte della sua vita in questa parrocchia e vi ha svolto la sua catechesi. Le sue spoglie sono presenti all'interno della chiesa; l'avambraccio e la mano destra, incorrotti, sono custoditi in un reliquiario separato.